# کرکان (تاجیکستان)
کاراکون (به لاتین: Karakon) یک منطقهٔ مسکونی در تاجیکستان است که در ولایت سغد واقع شده‌است.